# Župnija Postojna

Župnija Postojna je rimskokatoliška teritorialna župnija dekanije Postojna, ki je del škofije Koper.

## Zgodovina
V preteklosti je območje sedanje župnije spadalo pod pražupnijo Slavina, duhovnijo Postojno pa je upravljal kaplan, ki je prebival v Postojni. Duhovnija je tedaj poleg Postojne obsegala tudi Veliki Otok, Staro vas ter Zalog. Leta 1793 je duhovnija postala samostojna župnija. Prvi župnik je bil imenovan 29. novembra 1793. Od srede 20. stoletja župnija obsega tudi vasi Mali Otok in Zagon, s tamkajšnjimi podružničnimi cerkvami.

## Sakralni objekti
|    | slika                     | cerkev                              | kraj / naselje |
| -- | ------------------------- | ----------------------------------- | -------------- |
| 1. | Klikni za spremembo slike | cerkev sv. Štefana župnijska cerkev | Postojna       |
| 2. | Klikni za spremembo slike | cerkev sv. Katarine podružnica      | Veliki Otok    |
| 3. | Klikni za spremembo slike | cerkev sv. Andreja podružnica       | Veliki Otok    |
| 4. |                           | cerkev sv. Notburge podružnica      | Zagon          |
| 5. | Klikni za spremembo slike | cerkev sv. Antona podružnica        | Stara vas      |
| 6. | Klikni za spremembo slike | cerkev sv. Elizabete podružnica     | Mali Otok      |
| 7. | Klikni za spremembo slike | cerkev sv. Danijela podružnica      | Zalog          |